# Размарицын, Афанасий Прокопиевич
Афана́сий Проко́пиевич Размари́цын (1844, Российская империя — 1917, Одесса) — русский жанровый живописец, академик Императорской Академии художеств, член Товарищества передвижных художественных выставок, один из учредителей Товарищества южнорусских художников.

## Биография

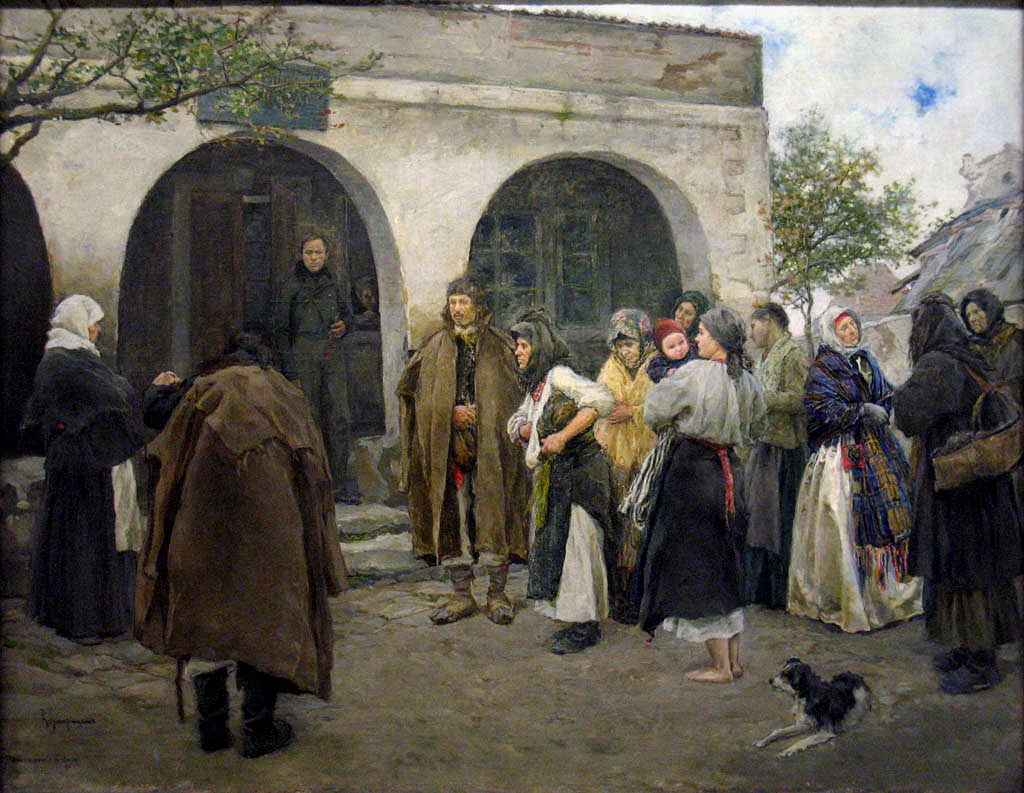
«У нижнего земского суда (в 40-х годах)», (1912), холст, масло — Национальный художественный музей Республики Беларусь.

Афанасий Прокопиевич Размарицын родился на юге России в 1844 году в дворянской семье. Работал в Одесской конторе Государственного банка.
В 1874 году оставляет государственную службу и переезжает в Пруссию, где поступает в Дюссельдорфскую академию художеств.
Проведя три года в Дюссельдорфе, Размарицын посещает Францию и Италию, и в 1877 году возвращается в Одессу. В Одессе жил в гостинице «Крымская», зарабатывая на жизнь частными уроками рисования.
В 1882 году художник дебютировал с картиной «Панихида» на XI выставке Товарищества передвижных художественных выставок. Картина пользовалась успехом и была приобретена у автора П. М. Третьяковым. С 1903 года Размарицын становится полноправным членом Товарищества.
В 1884 году устроил персональную, а в 1889 году, совместно с Н. К. Бодаревским выставки в Одессе. Участвовал во Всемирной выставке 1900 года в Париже. С 1910 года — академик Императорской Академии Художеств.
Учредитель и активный участник выставок Товарищества южнорусских художников.
Скончался в Одессе, был похоронен на первом (старом) городском кладбище; могила, вместе со всем названным некрополем и храмом «Во имя всех святых», была уничтожена в 1935 году.

### Отзывы современников о творчестве художника
|                                                                                  | Кн.[язь] Гедройц очень удачно называет одесского художника «русским Фортуни». Это артист от головы до ног. В каждом мазке его больше таланта, чем в сотне картин иной заграничной знаменитости. Правда, он пишет мало, слишком мало... Одно произведение отнимает у него три — пять лет [...] от так долго возится с какой-нибудь складкою сюртука или паутинкою, пока эта складка и паутинка живьём [не] выступает из рамы. |
| Оса [Фрейденберг М. Ф.] О чём говорят.//Одесский листок. — 1892. — 6 (18) ноября | |

| | Рисунки г. Размарицына отличаются обычным достоинством этого замечательного художника, который в России справедливо заслужил звание «русского Мейссонье». Всякий, видевший его картины, запомнит, как тщательно выписаны его миниатюрные картины и как внимательно г. Размарицын относится к малейшим подробностям и деталям. Я не знаю художника в России, произведения которого носили бы следы такой тщательной обработки, как произведения г. Размарицына. Картина его пишется десятками лет. |
| Бенвенуто [Кишенёвский С. Я.]. Первая выставка этюдов и эскизов Товарищества южнорусских художников.//Одесские новости. — 1918. — 16 (3) октября | |

## Галерея работ

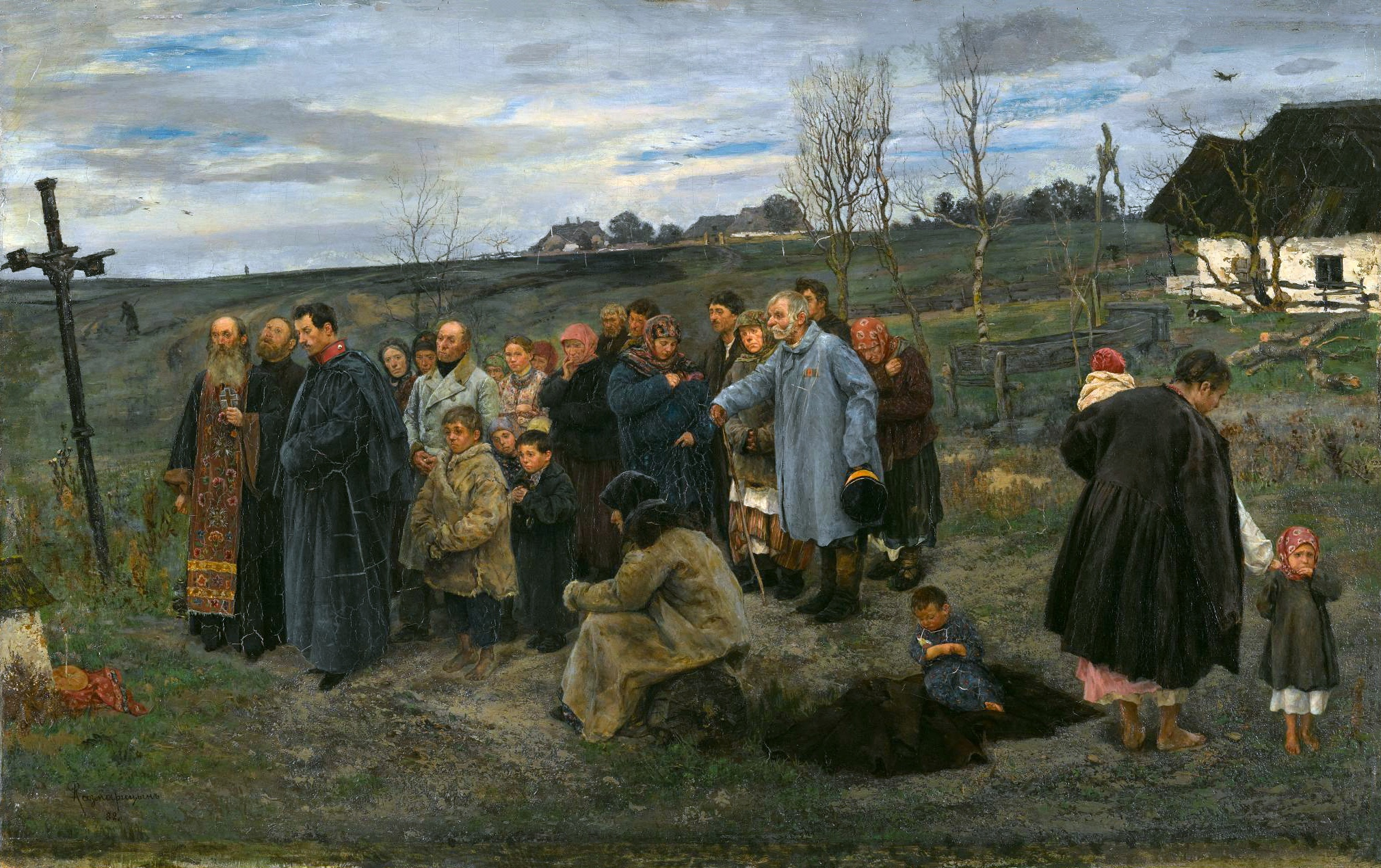
«Панихида» (1882 год), холст, масло — Государственная Третьяковская галерея
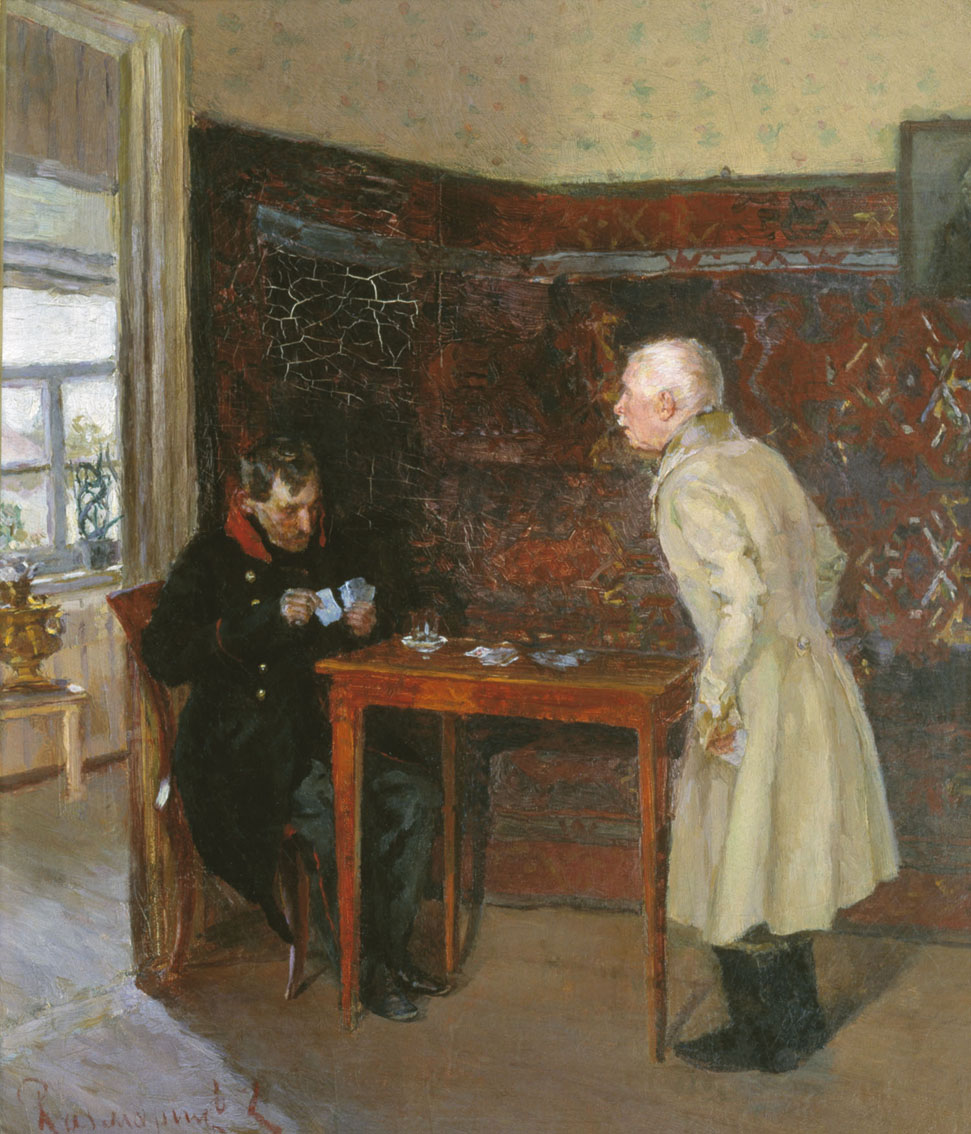
«За карточной игрой» (1880-е годы), бумага, картон, масло — Ростовский областной музей изобразительных искусств
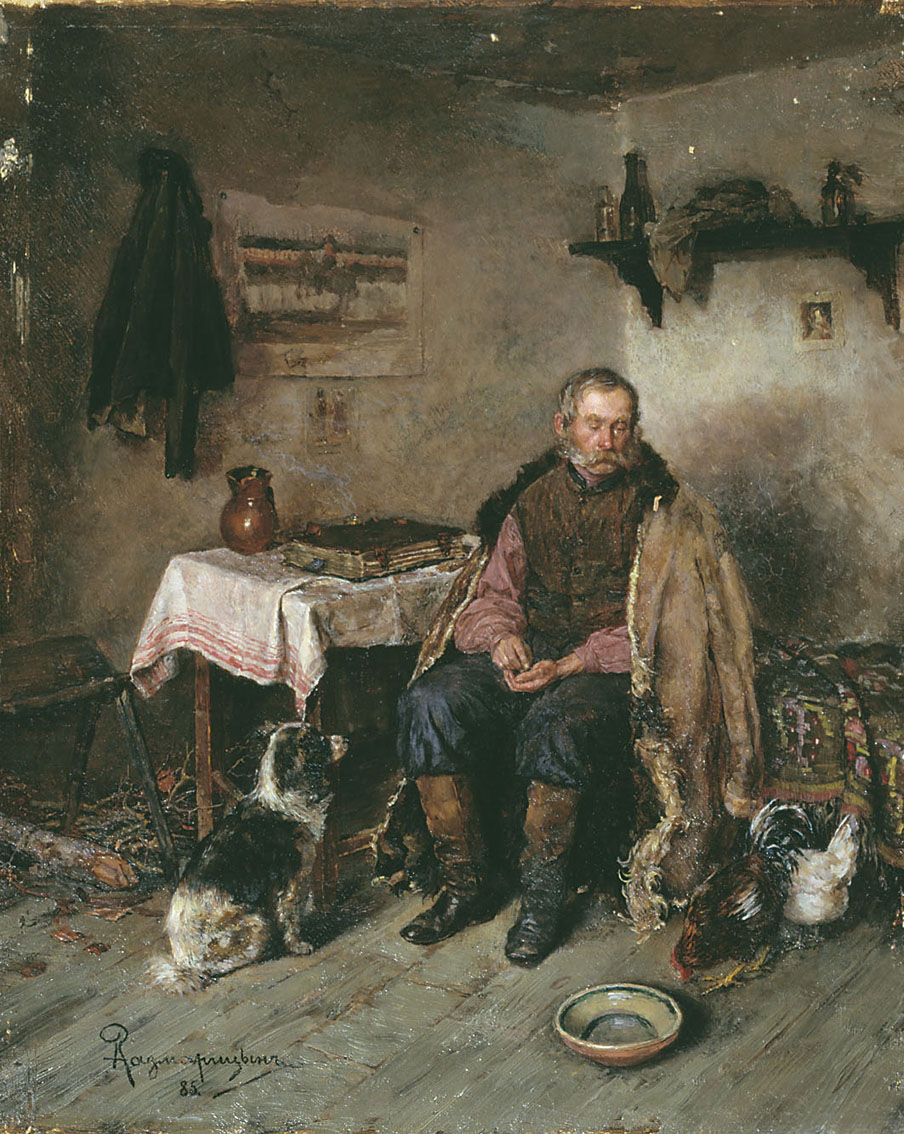
«Отставной солдат (Дачный сторож. Николаевский солдат)», (1885), дерево, масло Пензенская областная картинная галерея имени К. А. Савицкого
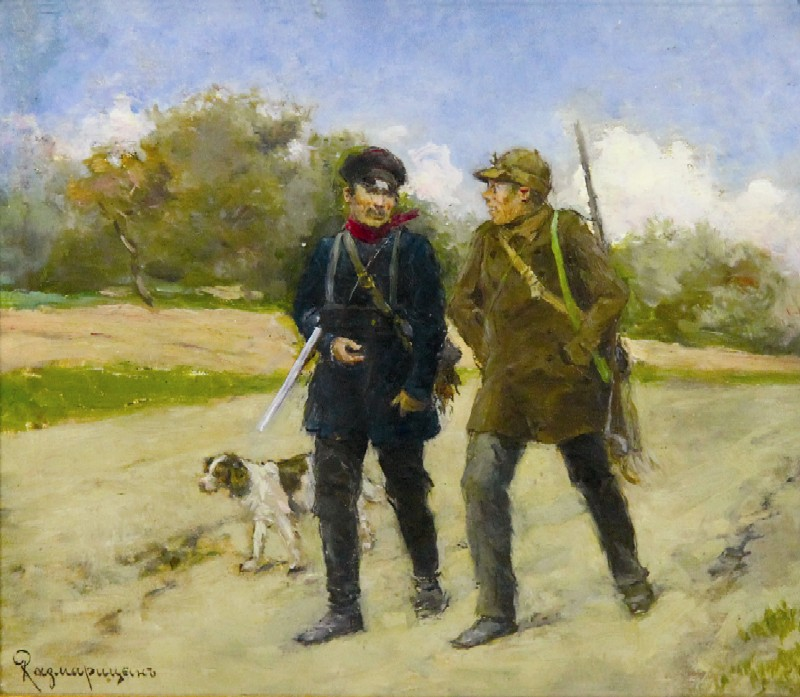
«Охотники» (1900-е годы), картон, масло — частное собрание.

## Комментарии
1. ↑  В некоторых источниках ошибочно указывается — «Розмарицын», между тем на всех картинах художника инскрипты: «А Размарицынъ», (буквы А и Р переплетены).
2. 1 2  Цитируется по: Составители: Афанасьев В. А., Барковская О. М. Участники выставок Товарищества // Товарищество южнорусских художников: биобиблиографический справочник. — Одесса: Одесская государственная научная библиотека имени М. Горького, 2000. — 300 с. — 300 экз. Архивировано 10 апреля 2016 года.